# Гуго Шефер (льотчик)
Гуго Шефер (нім. Hugo Schäfer; 30 червня 1894, Ельберфельд — 3 лютого 1920) — німецький льотчик-ас, лейтенант Імперської армії.

## Біографія
Учасник Першої світової війни. 25 березня 1915 року вступив на військову службу та 31 липня 1915 року став офіцером. 19 вересня 1917 року направлений в школу винищувальної авіації, 5 жовтня 1917 року — у 18-ту винищувальну ескадрилью. Шефер літав на винищувачі Fokker D.VII з персональною емблемою — крилатою змією на фюзеляжі. 18 березня 1918 року переведений в 15-ту винищувальну ескадрилью. Шефер здобув усі свої 11 перемог у складі цієї ескадрильї.
17 червня 1918 року Шефер був збитий, коли двигун його літака вивела з ладу кулеметна черга противника. Це сталося під час бою Шефера проти кількох SE 5. Можливим переможцем Шефера став лейтенант В. К. Ламберт з 24-ї ескадрильї Королівських ВПС, який заявив про збиття двох Fokker на південь над Віллер-Бретонне. Шефер вижив, але загинув в авіакатастрофі після війни.